# Ivan Kroupa
Ivan Kroupa (* 19. září 1960, Kolín) je český architekt, designér a vysokoškolský pedagog. Byl vedoucí ateliéru a vedoucí Ústavu navrhování na FA ČVUT v Praze a poté vedoucím ateliéru architektury na Vysoké škole uměleckoprůmyslové v Praze.
Jeho stavby se vyznačují výrazným minimalistickým rukopisem a v interieru pracuje se světlem.

## Kariéra
Od roku 1980 studoval na Fakultě architektury ČVUT v Praze, kterou dokončil roku 1985. Následně pracoval v Interprojektu Praha do roku 1989, kdy odešel na stáže v Londýně, Paříži a Barceloně. Nezávislou praxi zahájil v roce 1990 a založil si vlastní architektonickou kancelář. Získal grant a mezi lety 1992 až 1993 působil v Německu na Akademie Schloss Solitude Stuttgart. Poté pracoval společně s architektem Tomášem Novotným. V roce 1997 založil ateliér Ivan Kroupa architekti.
V roce 2001 dostal jedno z evropských nejvýznamnějších evropských ocenění Berliner Kunstpreis, Förderungspreis Baukunst. Začal vyučovat na ČVUT, kde i habilitoval. Mezi lety 2002 až 2004 zde byl vedoucí ateliéru v Ústavu navrhování I a následně do roku 2007 vedoucím Ústavu navrhování IV. Z několika důvodů přešel na UMPRUM, kde vykonával funkci vedoucí ateliéru Architektura II do roku 2021. Dne 31. října 2008 byl prezidentem Václavem Klausem jmenován profesorem.
Roku 2019 obdržel Cenu Ministerstva kultury za přínos v oblasti architektury.

## Ocenění
- 1994 – Grand Prix architektů – Cena mimo kategorie za bydlení –  Byt - půdní vestavba, Praha, Neklanova ul.
- 1996 – Grand Prix architektů – Interiér –  Interiér bytu v Praze - Radlicích
  - Grand Prix architektů – Čestné uznání v kategorii krajinářská architektura a zahradní tvorba –  Rozšíření areálu hřbitova, Třebechovice pod Orebem
- 1998 – Grand Prix architektů – Čestné uznání v kategorii interiér – Vstupní a reprezentační prostory právnické kanceláře v Praze a Architektonická kancelář v Praze
- 1999 – Grand Prix architektů – Národní cena za architekturu – Dřevěný domek v Mukařově
  - Grand Prix architektů – Čestné uznání v kategorii interiér – Knihovna kláštera Dominikánů
- 2000 – Grand Prix architektů – Čestné uznání v kategorii interiér – Dawson Production, Praha 1
- 2001 – Berliner Kunstpreis, Förderungspreis Baukunst
  - Grand Prix architektů – Čestné uznání v kategorii novostavba – Rodinný dům v Mukařově
    - Grand Prix architektů – Čestné uznání v kategorii architektonický design a drobná architektura – Schodiště a veranda, Praha 5
- 2009 – Nominace na Mies van der Rohe Award (Cena evropské unie za současnou architekturu) – Centrum současného umění DOX
- 2010 – Centrum současného umění DOX zařazen v publikaci The Phaidon Atlas of 21st Century World Architecture mezi 100 nejzajímavějších světových architektonických projektů desetiletí
- 2019 – Cena Ministerstva kultury za přínos v oblasti architektury
- 2023 – Architekt roku

## Tvorba
Mezi jeho realizace patří:
- Rozšíření areálu hřbitova, Třebechovice pod Orebem, 1994
- Dřevěný dům, Mukařov, 1999
- Rodinný dům, Černošice, 1999[14]
- Rodinný dům, Mukařov, 2000[15]
- Snowboardová bouda, Herlíkovice, 2000
- Vila akad. malíře Tomáše Mašína, Vrané nad Vltavou, 2001[16]
- Rodinný dům, Chomutovice, 2003
- Litografie Karmášek, České Budějovice, 2003[17]
- Rodinný dům, Kamenice, 2006
- MetaCity CZ, Expozice České a Slovenské republiky na 10. bienále architektury v Benátkách, 2006[18]
- Centrum současného umění DOX, Holešovice, Praha, 2008[19]
- Rodinný dům, Včelná, 2008[20]
- Fontána v Nákupním centru City Park Jihlava, 2008[21]
- Dům s bazénem integrovaný do svahu, Roudnice nad Labem, 2010[22]
- Høse Bridge, Suldal, Norsko, 2013 (spolupráce)
- Hemodialyzační centrum Bulovka B. Braun, Libeň, Praha, 2015[23]
- Industriální galerie a muzeum tisku / dostavba Tiskárny Karmášek, České Budějovice, 2015[24]
- Kay River Lofts, Karlín, Praha, 2021
- Technologické centrum UMPRUM, Mikulandská, Nové Město, Praha, 2021[25]

## Galerie

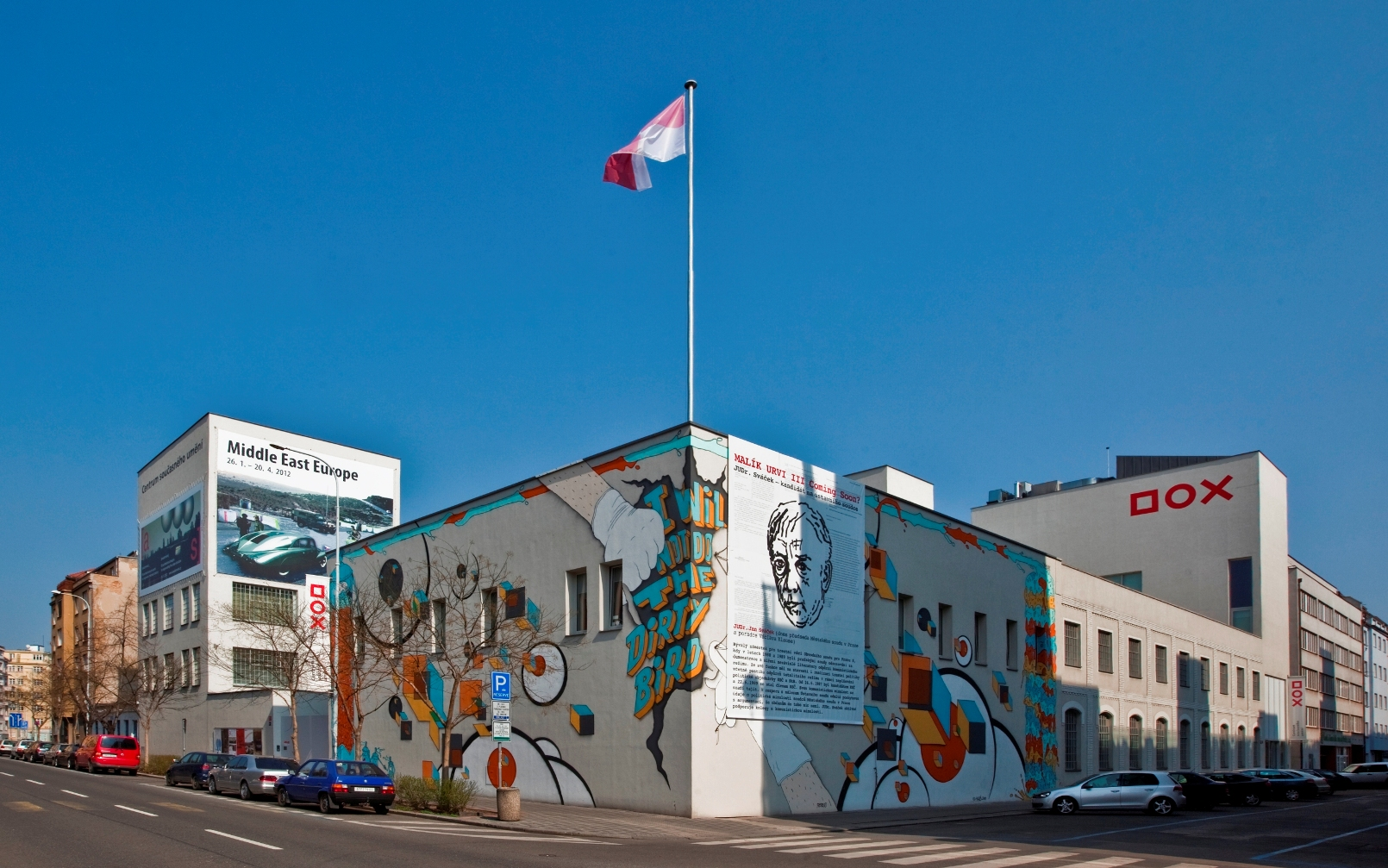
Centrum současného umění DOX, Holešovice, Praha
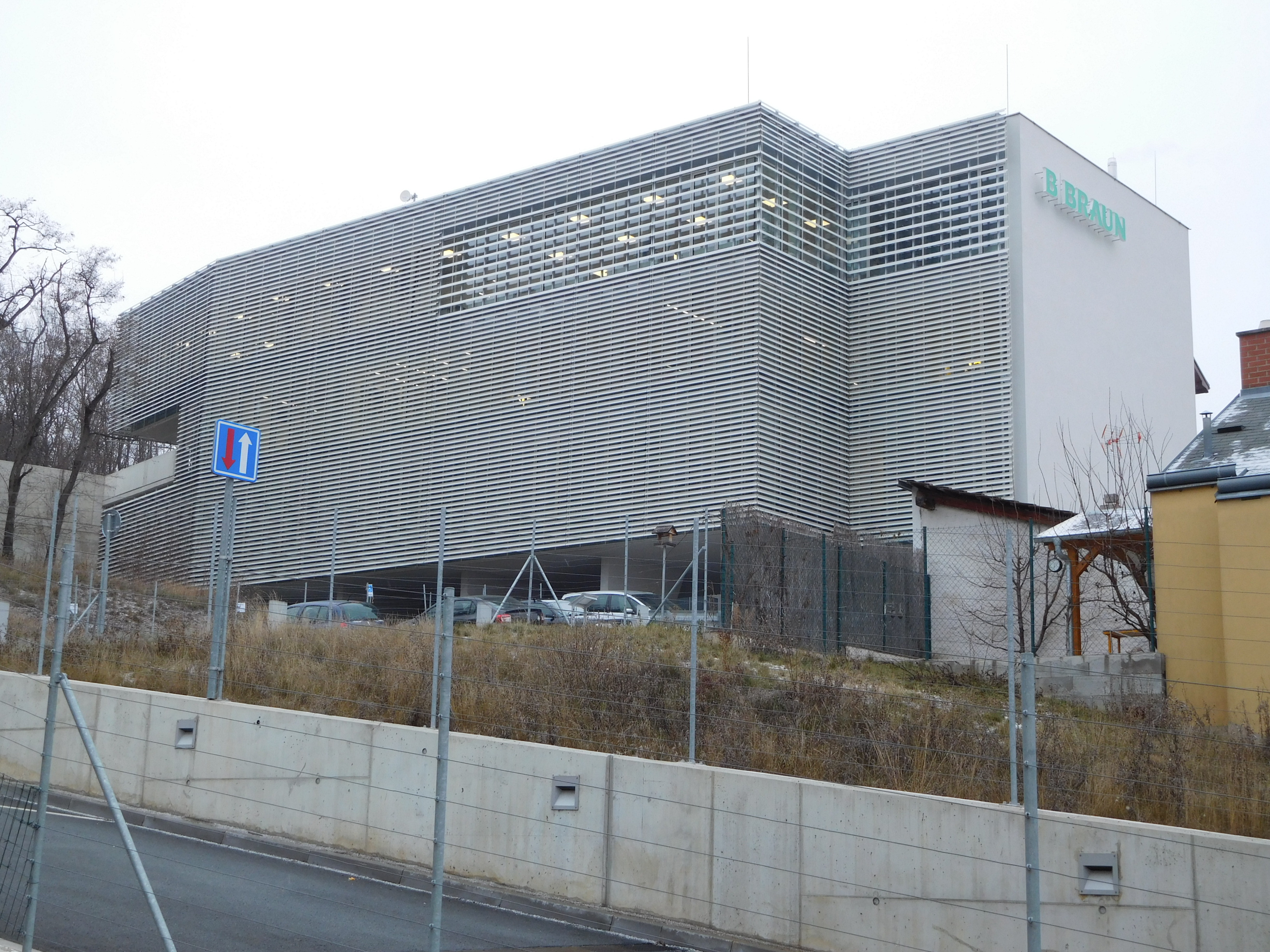
Hemodialyzační centrum Bulovka B. Braun, Libeň, Praha
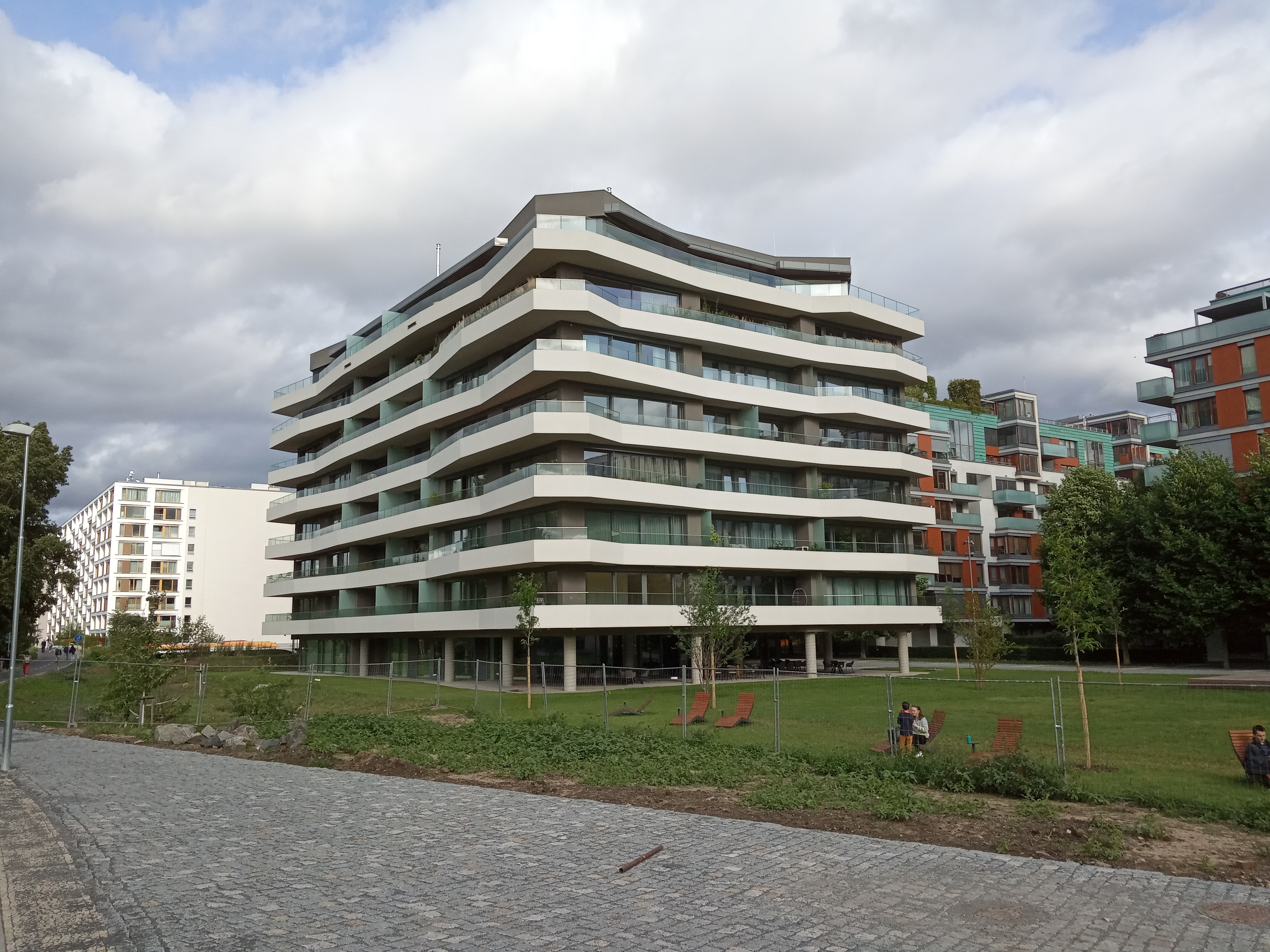
Kay River Lofts, Karlín, Praha
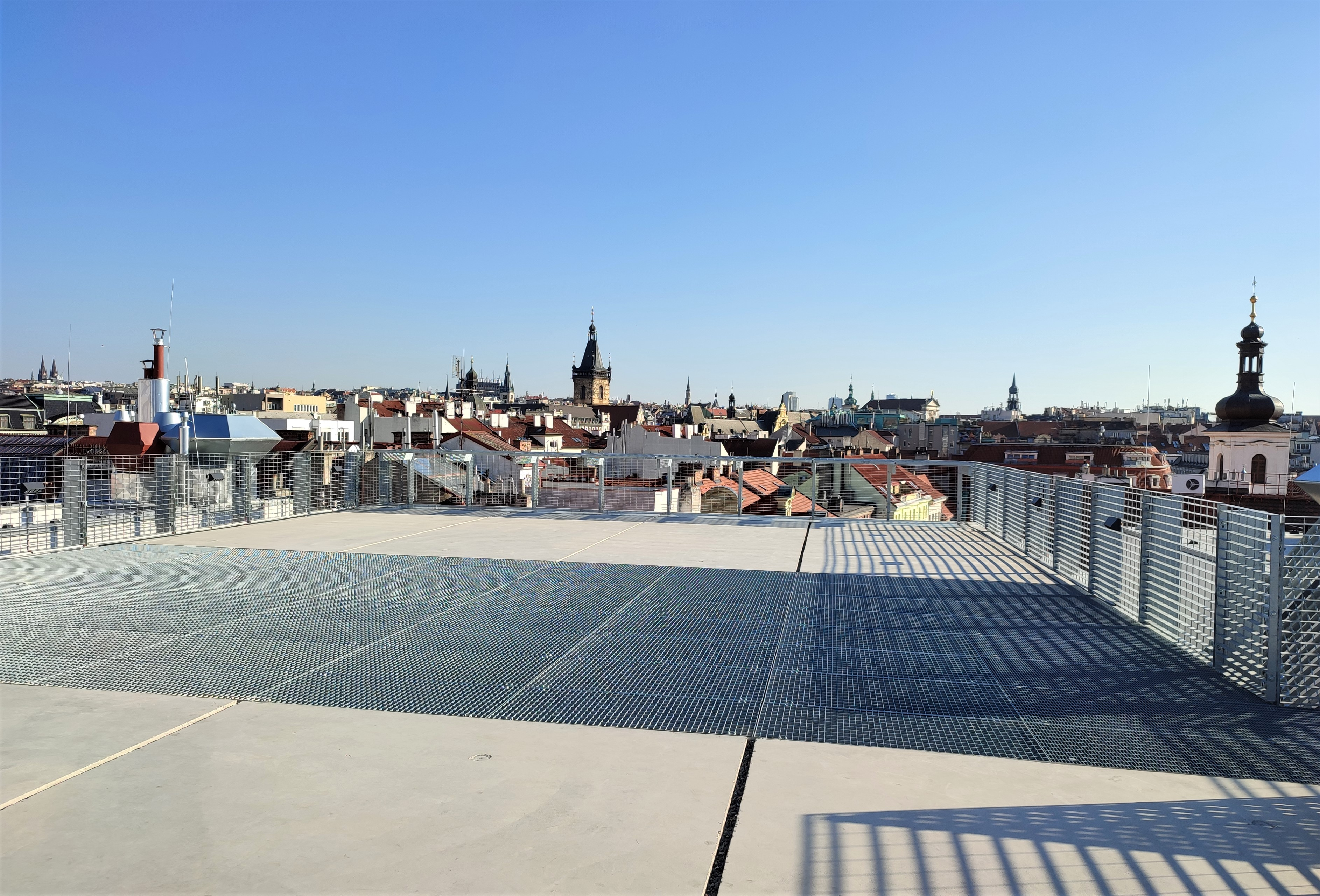
Vyhlídka na střeše Technologického centra UMPRUM, Nové Město, Praha